# Thomas A. Brady
Thomas A. Brady (* 23. November 1937 in Columbia, Missouri; † 7. März 2025 in Berkeley, Kalifornien) war ein US-amerikanischer Historiker und Hochschullehrer.
Brady absolvierte sein Bachelor-Studium der Geschichte an der University of Notre Dame 1959, sein Masterstudium an der Columbia University 1962 und wurde an der University of Chicago 1968 zum Ph.D. ernannt. Er war von 1967 bis 1990 als Professor an der University of Oregon tätig. Anschließend lehrte er bis 2009 als Professor der Geschichte an der University of California, Berkeley. 1988/89 erhielt er ein Guggenheim-Stipendium der John Simon Guggenheim Memorial Foundation und 1998/99 war er Stipendiat des Historischen Kollegs in München. 1993 wurde er zum Ehrendoktor der Universität Bern ernannt. 2003 wurde Brady in die American Academy of Arts and Sciences gewählt. 2007 war er Heiko A. Oberman Visiting Professor in spätmittelalterlicher und Reformationsgeschichte an der University of Arizona und 2008 Visiting Professor an der National University of Ireland, Galway.
Seine Forschungsgebiete waren die Geschichte Mitteleuropas vom 15. bis 17. Jahrhundert, die politische Geschichte der Reformation, die vergleichende Stadtgeschichte und die deutsche und europäische Geschichtsschreibung.

## Schriften (Auswahl)
Autor
- Ruling Class, Regime and Reformation at Strasbourg, 1520–1555. Leiden 1978.
- Turning Swiss. Cities and Empire, 1450–1550. Cambridge 1985.
- Protestant Politics. Jacob Sturm (1489–1553) and the German Reformation. Atlantic Highlands, N.J. 1995.
- The Politics of the German Reformation. Atlantic Highlands, N.J. 1995 (dt.:  Zwischen Gott und Mammon. Protestantische Politik und die deutsche Reformation. Berlin 1996).
- Communities, politics, and reformation in early modern Europe. Leiden 1998.
- German Histories in the Age of Reformations, 1400–1650. Cambridge 2009.

Mitherausgeber
- Itinerarium Italicum. The Profile of the Italian Renaissance in the Mirror of its European Transformations. Dedicated to Paul Oskar Kristeller on the Occasion of His 70th Birthday. Leiden 1975.
- Handbook of European History, 1400–1600. Late Middle Ages, Renaissance, Reformation. 2 vols. Leiden 1994–1995.
- Die deutsche Reformation zwischen Spätmittelalter und früher Neuzeit. München 2001.